# Película de pantalla de computadora
La pantalla de computadora, pantalla de ordenador o de escritorio es un género cinematográfico donde la acción se lleva a cabo enteramente en la pantalla de un ordenador o de un teléfono inteligente. Se hizo popular en la década de 2010 con el creciente impacto de la internet en la vida cotidiana. La técnica se asocia principalmente con películas de terror y de suspenso y se considera que nace del género del metraje encontrado.
Según Timur Bekmambetov, director de cine ruso, una película de pantalla de ordenador debe realizarse en una pantalla específica, nunca debe moverse fuera de esta, el trabajo de la cámara debe parecerse al comportamiento de la cámara del dispositivo, toda la acción debe realizarse en tiempo real, sin transiciones visibles y todos los sonidos deben provenir del ordenador.
Después de producir una de las primeras películas de pantalla de ordenador, Unfriended, Bekmambetov comenzó a trabajar en una serie de películas de este género que él llama screen life.

## Ejemplos
- The Collingswood Story, película de terror estadounidense de 2002;
- 0s & 1s, película de comedia estadounidense de 2011;
- Megan Is Missing, película de terror psicológico de 2011;
- «The Sick Thing That Happened to Emily When She Was Younger», un segmento de la película de terror estadounidense de 2012 V/H/S;
- The Den, película de terror estadounidense de 2013;
- Noah, cortometraje de 2013;
- Unfriended, película de terror estadounidense de 2014;
- Open Windows, película de suspense española de habla inglesa de 2014;
- «Connection Lost», episodio de la sexta temporada de la serie estadounidense Modern Family, de 2015;
- Face 2 Face, película de drama adolescente estadounidense de 2016;
- Hack the Bloggers, película de comedia rusa de 2016;
- Sickhouse, película de suspense estadounidense de 2016;
- Unfriended: Dark Web, película de terror estadounidense de 2018, secuela de Unfriended de 2014;
- Searching, película de suspense estadounidense de 2018;
- Profile, película de suspense estadounidense de 2018;
- Dnyukha!, película de comedia rusa de 2018;
- Missing, película de suspense estadounidense de 2023, secuela independiente de Searching de 2018.